# Szczawinskia
Szczawinskia är ett släkte av lavar som beskrevs av Alvin Funk. Szczawinskia ingår i familjen Pilocarpaceae, ordningen Lecanorales, klassen Lecanoromycetes, divisionen sporsäcksvampar och riket svampar.
Släktet innehåller bara arten Szczawinskia leucopoda.